# دلبر محشر
دلبر محشر (انگلیسی: Some Baby) یک فیلم کمدی صامت کوتاه به کارگردانی هال روچ است که در سال ۱۹۱۵ منتشر شد. از بازیگران این فیلم می‌توان به هارولد لوید اشاره کرد.